# 基乌斯

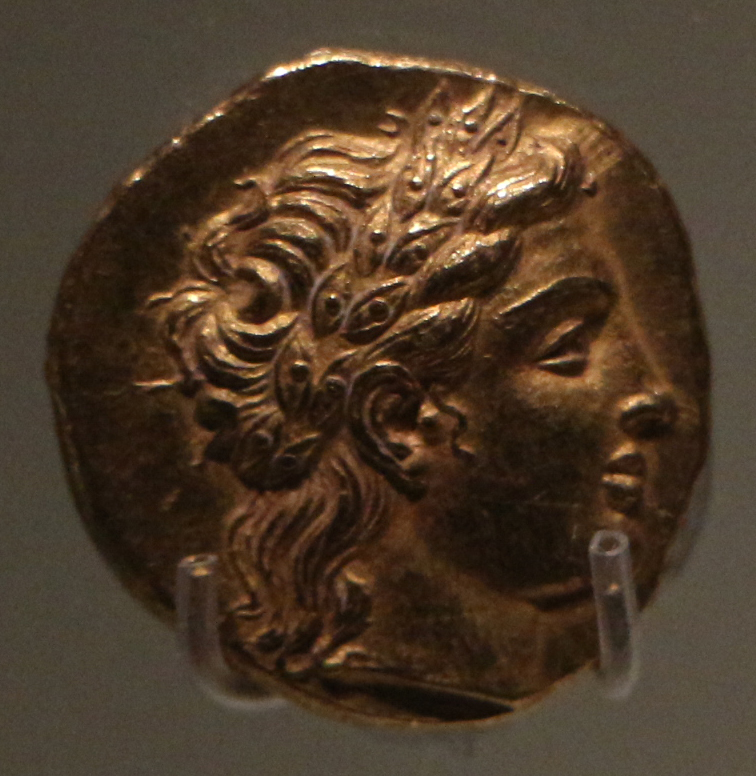
基乌斯的硬币

基乌斯（羅馬化：Kios），此后以比提尼亚的普卢西阿斯一世命名为海边普卢西阿斯 （拉丁語：Prusias ad Mare），是一座普罗滂提斯海（今称马尔马拉海）边的古希腊城市，位于比提尼亞，此前属于密细亚（今土耳其西北部），有着久远的历史，曾被希羅多德、色诺芬、亚里士多德、斯特拉波以及罗德岛的阿波罗尼奥斯提到过。

## 地理位置
基乌斯位于普罗滂提斯海一个海湾端部这一重要的战略位置，这个海湾被称作基乌斯湾。希罗多德和色诺芬将该城称为密细亚的基乌斯。依此来看，即便到了色诺芬那个时代，密细亚的范围向东也至少远至基乌斯湾之端。老普林尼记载称基乌斯是米利都人的殖民地。其位于阿甘索纽斯山山脚，在一则希腊神话中，在前往科爾基斯的旅途中，赫拉克勒斯的一位伙伴海拉斯，于此取水的时候，被宁芙带走；赫拉克勒斯的另一位伙伴基乌斯，在从科尔基斯返回的途中，待在这里时建立了该城市，并以自己的名字为之命名。普林尼提及这里的海拉斯河与基乌斯河，一个令人想到了被宁芙掠走的海拉斯，一个则是神话中的建城者。基乌斯的地理位置使其成为内陆的港口，并成为一个具有重要商业意义的地方。庞波尼乌斯·梅拉称之为弗里吉亚最为便利的市场，而弗里吉亚距此并不远。

## 历史
公元前449年萨尔狄斯被焚毁之后，基乌斯也曾被波斯人占领。该城还曾加入埃托利亚同盟，后在前200年－前197年的第二次马其顿战争中被马其顿的腓力五世摧毁，后者将其赠与比提尼亚的普卢西阿斯一世。曾协助腓力五世毁掉基乌斯的普卢西阿斯以自己的名字将其命名为普卢西阿斯 （Προυσιάς）。有时候它被称为海边普卢西阿斯，来和同名的城镇区分。

## 教区
基乌斯是早期的基督教教區之一。其主教库里鲁斯（Cyrillus）于325年参加了第一次尼西亞公會議，塞奥色比乌参加了以弗所公會議。最初这里是尼科米底亞的一个附属教区，随后成为了一个自主教区，并自7世纪起被列入了《主教志》一类的列表中，如今的基乌斯被列为天主教會的名义教区。